# 衛靖伯
衞靖伯（？—？），名已失，是中國西周時代諸侯國衞國的第6代君主，前任君主衞疌伯之子，衞貞伯之父。他的在位期間約相當西周中期。一般認為他有個子孫叫公孫碏，字石，是衞國的賢臣，為石姓的起源之一。
| 前任： 父衞𢈻伯（摯伯） | 衞國君主 | 繼任： 子衞貞伯（箕伯） |